# Eleutherodactylus ventrilineatus
Eleutherodactylus ventrilineatus är en groddjursart som först beskrevs av Shreve 1936.  Eleutherodactylus ventrilineatus ingår i släktet Eleutherodactylus och familjen Eleutherodactylidae. IUCN kategoriserar arten globalt som akut hotad. Inga underarter finns listade i Catalogue of Life.